# Gogi Koguaszwili
Gogi Murmanowicz Koguaszwili (ros. Гоги Мурманович Когуашвили; gruz. გოგი კოღუაშვილი; ur. 8 lutego 1974 w Kutaisi) – radziecki, gruziński i rosyjski zapaśnik w stylu klasycznym.
Czterokrotny olimpijczyk. Brązowy medalista z Barcelony 1992, trzynasty w Atlancie 1996 w wadze do 90 kg. Dwunasty w Sydney 2000 w wadze do 97 kg. Szósty w Atenach 2004. w wadze do 96 kg. Rozpoczynał karierę w barwach ZSRR. Na Igrzyskach w Barcelonie reprezentował WNP Od 1993 zawodnik Rosji.
Siedmiokrotny medalista mistrzostw świata, złoty w 1993, 1994, 1997-1999. Sześć razy brał udział w mistrzostwach Europy, cztery razy na podium, złoto w 1995, 1996 i 2002 roku. Pierwszy w Pucharze Świata w 1991 i 1992; trzeci w 2003. Złoty medal na Światowych Mistrzostwach Wojskowych w 2001. Wygrał igrzyska bałtyckie w 1993 roku.
Drugi w mistrzostwach ZSRR w 1990 i WNP w 1992 roku. Mistrz Rosji w 1992 roku.